# Alvaro Načinović
Alvaro Načinović (Rijeka, 2 de março de 1966) é um ex-handebolista profissional croata, campeão olímpico em 1996. 
Alvaro Načinović fez parte do elenco da Iugoslávia medalha de bronze de Seul 1988, jogando 6 partidas. Pela Croácia foi campeão olímpico em Atlanta em 1996, atuando em 3 partidas com 3 gols.

## Títulos
- Jogos Olímpicos:
  - Ouro: 1996
  - Bronze: 1988